# Tylopsacas cuneata
Tylopsacas cuneata là một loài thực vật có hoa trong họ Tai voi. Loài này được (Gleason) Leeuwenb. miêu tả khoa học đầu tiên năm 1960.